# Датские деньги
«Датские деньги» или данегельд (др.-англ. danegeld) — поземельный налог в средневековой Англии, введённый в 991 г. для уплаты выкупа датским викингам. Первоначально взимание «датских денег» было чрезвычайной мерой, однако в начале XI века этот платёж приобрёл характер всеобщего налога на финансирование организации обороны страны. После нормандского завоевания Англии практика сбора «датских денег» была сохранена и стала регулярной. Во второй половине XII века взимание налога стало эпизодическим и после 1194 г. прекратилось. «Датские деньги» считаются первым прямым налогом на Британских островах и одним из первых в Европе.

## Датские деньги в англо-саксонский период
Возникновение налога было связано со скандинавскими вторжениями на территорию Англии в конце X века. В июле 991 года на английском побережье высадилась крупная армия викингов, которая, разбив англосаксонские войска в битве при Мэлдоне, разорила Восточную Англию, Эссекс и Кент. Король Этельред II Неразумный был вынужден выкупить мир у скандинавов ценой уплаты 10 000 фунтов серебром. Подобные платежи за прекращение набегов викингов имели место и ранее (впервые — в 856 году), однако именно в 991 году сбор средств для уплаты суммы впервые был организован по всей стране, исходя из доходности земельных владений свободного населения Англии. На протяжении последующих двадцати пяти лет непрекращающихся вторжений датских викингов сбор выкупных денег приобрёл относительно регулярный характер и превратился в экстраординарный поземельный налог.
Аналогичные сборы для уплаты выкупа викингам существовали в IX веке и в других областях Европы, подверженных скандинавским набегам. Снорри Стурлусон и Римберт упоминают о дани, выплачиваемой шведским варягам населением Финляндии и Прибалтики. Короли Франции также периодически взимали средства для уплаты выкупа норманнам, разорявшим прибрежные области страны. Однако именно в Англии эти платежи приобрели регулярный характер и трансформировались в общегосударственный налог.
После 1012 года «датские деньги» в Англии стали взиматься практически ежегодно и уже не направлялись исключительно на уплату выкупа. При Кнуде Великом и его сыновьях собранные средства расходовались на содержание армии, в том числе из наёмных норманнов, призванной охранять рубежи страны от новых атак викингов. Часть сумм шла на финансирование строительства и поддержания боеготовности флота. Значительные средства также распределялись между хускерлами, составлявшими элитные подразделения англосаксонской армии. Таким образом сбор приобрёл характер военного налога и получил название херегельда (др.-англ. heregeld «военные деньги»). Херегельд оставался одним из важнейших источников пополнения казны англосаксонского государства вплоть до 1051 года, когда этот налог был упразднён Эдуардом Исповедником.
По некоторым оценкам, общая сумма «датских денег», взысканная в англосаксонский период, составила около 60 миллионов пенсов. Отток такого объёма денежных средств из страны был столь велик, что при археологических исследованиях на территории Дании было найдено больше монет англосаксонской чеканки, чем на территории самой Англии.

## Датские деньги в англо-нормандский период
После нормандского завоевания Англии в 1066 г. взимание «датских денег» было возобновлено. Король Вильгельм I превратил этот сбор в регулярный налог, средства от которого поступали в государственную казну и, хотя по-прежнему предназначались для финансирования обороны страны, расходовались монархами Нормандской династии относительно свободно. Хотя не по всем случаям сбора «датских денег» сохранились документальные источники, многие исследователи считают, что взимание налога в конце XI — начале XII века стало практически ежегодным. Именно для оценки суммы «датских денег», которая могла взиматься с каждого земельного владения на территории Англии, в 1086 г. в стране была осуществлена первая в Европе всеобщая поземельная перепись, результаты которой были зафиксированы в Книге Страшного суда.
Данные о сборе «датских денег» в англо-нормандской монархии свидетельствуют о том, что стандартная ставка данного налога составляла 2 шиллинга с гайды. Однако поскольку взимание налога регулировалось исключительно волей короля и традицией, иногда «датские деньги» собирались в повышенном размере. Так, в 1084 г. в условиях угрозы скандинавского вторжения в Англию, Вильгельм Завоеватель собрал налог по ставке 6 шиллингов с гайды, а в 1096 г. Вильгельм II объявил о сборе 4 шиллингов с гайды. Очевидно также, что в период правления Вильгельма II сумма налога была существенно повышена, а освобождения от него сокращены, в результате чего благодаря «датским деньгам» королю удавалось аккумулировать в казну значительные денежные средства. Активно прибегал к практике взимания этого налога и Генрих I. Однако уже в эпоху Стефана Блуаского, по всей видимости, «датские деньги» не взимались или взимались крайне эпизодически и на ограниченной территории, поскольку для этого периода не сохранилось никаких документов о сборе налога в Англии.
При расчёте суммы, подлежащей уплате в качестве налога, учитывался не только размер земельного владения в гайдах, но и его продуктивность, зафиксированная в Книге Страшного суда. Налог взимался со всех свободных землевладельцев королевства. Зависимые категории крестьянства как в англосаксонский период (гебуры, гениты, котсетлы), так и после нормандского завоевания (вилланы, бордарии, коттарии), «датские деньги» не уплачивали — вместо этого они были обязаны барщинной и оброчной повинностями своему сеньору. Налог взимался также с земель полусвободных категорий населения (например, с сокменов), которые преобладали в Данелаге. Уплата «датских денег» являлась одним из важнейших критериев для признания лично свободного статуса земледельца.
Круг лиц, освобождённых от уплаты налога, постоянно расширялся. Помимо зависимых категорий населения, «датские деньги» не взимались с земель королевского домена, владений шерифов графств и баронов Палаты шахматной доски, а также с церковных земель. С развитием городского самоуправления увеличивалось количество городов, которым особыми хартиями королей предоставлялось освобождение от уплаты налога. Кроме того, некоторые англо-нормандские бароны также добились отмены обязанности по уплате налога для их владений. В результате, в начале правления Генриха II вместо ожидаемых 5 000 фунтов, сбор «датских денег» приносил не более 3 000.
К середине XII века регулярность взимания «датских денег» стала падать. В качестве источника для пополнения государственной казны этот налог стал вытесняться другими, более эффективными с точки зрения сбора и аккумулируемых сумм: «щитовыми деньгами», взыскиваемыми с рыцарских ленов, и тальёй, уплачиваемой городами и крестьянами. После 1162 г. взимание «датских денег» прекратилось. В 1194 г. как экстраординарная мера налог был собран в последний раз Ричардом Львиное Сердце.

## Датские деньги в литературе
У Редьярда Киплинга есть стихотворение под названием «Danegeld», то есть «Датские деньги» (в переводе С. Степанова «Дань Дании»).